# Mezőkovácsháza város politikai élete
Mezőkovácsháza város Békés vármegyében, a Mezőkovácsházai járás központja. 1986-ban kapott városi jogot. Mezőkovácsháza városrésze Reformátuskovácsháza, ahol mindössze néhány száz ember él. A város lakossága kb. 6200 fő, ez azonban folyamatosan csökken. A város egyike a Mezőkovácsházai járás legfejlettebb városainak, azonban Mezőkovácsháza jelentősen el van maradva a megye városainak átlagától. Termálvizes gyógyfürdője van.

## 1990-es önkormányzati választások
Az 1990-es polgármester-választásról csak a végeredmény ismert, a lakosok dr. Szarvas Attila független jelöltet választották meg a város polgármesterének.

## 1991-es időközi polgármester-választás
A településen 1991. július 28-án időközi polgármester-választást kellett tartani, mert az előző polgármesternek összeférhetetlenség miatt megszűnt a jogviszonya. Szarvas Attila ennek ellenére elindult a választáson és meg is nyerte azt.

## 1994-es önkormányzati választások
Az 1994. december 11-én megtartott választáson öt jelölt indult a polgármesteri tisztségért, ketten függetlenként, hárman pártszínekben. A győztes Szűcs Károly (MSZP) lett, aki a 2298 érvényesen leadott szavazatból 1146 szavazatot szerzett meg, amivel 49,87 %-os eredményt ért el.

## 1998-as önkormányzati választások
Az 1998-as választásokat követően Szekeres Lajos (MSZP) lett a város polgármestere.

## 2002-es önkormányzati választások
A 2002-es önkormányzati választásokon 44 képviselő-jelölt indult. Ebből 11-et a Fidesz-MDF-FKGP és a Mezőgazdaságból Élőkért Egyesület közösen indította, 5-öt az MSZP, 1-et a Munkáspárt, 27 jelölt pedig független volt. A választásokon való részvételre 5 602 szavazó volt jogosult, ebből 2 827 fő (50,46%) jelent meg az urnáknál. Az érvénytelen szavazatok száma 51 volt (1,8%), az érvényes szavazatok száma pedig 2 776 (98,20%) volt. A 2002-es önkormányzati választások után a 14 tagú városi önkormányzatban 5 képviselő független, 4 Fideszes, 4 pedig MSZP-s lett. A polgármester dr. Szarvas Attila személyében független lett, aki hivatali idejét ugyan kitöltötte, de később büntetőjogilag elmozdították pozíciójából (a 2006-os választásokat már elvesztette). A választásokon összesen öt polgármester-jelölt indult:
| Jelölt neve        | Párt(ok)                                                                | Szavazatok száma | Szavazatok aránya (%) |
| ------------------ | ----------------------------------------------------------------------- | ---------------- | --------------------- |
| Bakos István       | Független                                                               | 826              | 29,76                 |
| Ifj. Cs. Tóth Imre | Független                                                               | 161              | 5,8                   |
| dr. Szarvas Attila | Független                                                               | 1 249            | 44,99                 |
| Szűcs Károly       | Független                                                               | 90               | 3,24                  |
| Varga Gusztáv      | Fidesz - Magyar Polgári Párt-MDF-FKGP-Mezőgazdaságból Élőkért Egyesület | 450              | 16,21                 |

A polgármester végül dr. Szarvas Attila lett.
|  | Párt(ok)                | Képviselők száma | Képviselők aránya (%) |
|  | ----------------------- | ---------------- | --------------------- |
|  | Fidesz                  | 4                | 28,6                  |
|  | Magyar Szocialista Párt | 4                | 28,6                  |
|  | Független képviselők    | 6                | 42,8                  |

A város egyetlen kisebbségi önkormányzata, az öttagú Mezőkovácsházi Cigány Kisebbségi Önkormányzat valamennyi tagja független jelölt volt.
| Képviselő-jelölt neve (jelölő szervezet(ek)) | Szavazatok száma (aránya) | Képviselő/nem képviselő |
| -------------------------------------------- | ------------------------- | ----------------------- |
| Ajtai Ferenc József (Független)              | 389 szavazat (16,18%)     | Képviselő               |
| Csurár Anikó (Független)                     | 143 szavazat (5,95%)      |                         |
| Csurár Aranka (Független)                    | 94 szavazat (3,91%)       |                         |
| Csurár József Tibor (Független)              | 79 (3,29%)                |                         |
| Farkas Zoltán (Független)                    | 883 szavazat (36,73%)     | Képviselő               |
| Kanalas János (Független)                    | 246 szavazat (10,23%)     | Képviselő               |
| Nagygéczi Gábor (Független)                  | 284 szavazat (11,81%)     | Képviselő               |
| Tinti Mária (Független)                      | 286 (11,9%)               | Képviselő               |

## 2006-os önkormányzati választások
2006-ban Mezőkovácsháza város 13 önkormányzati képviselőt és a polgármestert választotta meg. A 13 képviselőből 7 független, 4 Fideszes, 2 pedig MSZP-s lett, továbbá a polgármester is független lett Bakos István Géza személyében. A 2006-ban megválasztott, 14 tagú önkormányzat mandátuma a 2010-es önkormányzati választásig tartott. Valamennyi képviselő kitöltötte teljes hivatali idejét.
| Mezőkovácsháza önkormányzati összetétele (2006-2010) |                         |                                      |
|                                                      | Frakció neve            | Képviselők száma (aránya)            |
|                                                      | Fidesz                  | 4 képviselő (28,7%)                  |
|                                                      | Magyar Szocialista Párt | 2 képviselő (14,2%)                  |
|                                                      | Független képviselők    | 7 képviselő + a polgármester (57,1%) |

### Polgármester
| Mezőkovácsháza polgármester-választás eredménye 2006 |                                 |                           |
|                                                      | Polgármester-jelölt neve        | Szavazatok száma (aránya) |
|                                                      | Bakos István Géza (független)   | 1 285 szavazat (49,81%)   |
|                                                      | Kálmán András (független)       | 155 szavazat (6,01%)      |
|                                                      | Dr. Szarvas Attila (független)  | 638 szavazat (24,73%)     |
|                                                      | Dr. Turcsán Zsolt Attila (MSZP) | 502 (19,46%)              |

A polgármester-választások első helyezettje id. Bakos István Géza lett, akinek alpolgármesterévé Varga Gusztávot (Fidesz-KDNP) választották. A választások második helyezettje, dr. Szarvas Attila 2002-2006 között volt polgármester, azonban nem választották újra. Dr. Turcsán Zsolt Attila, a harmadik helyezett 2010-2014 között volt polgármester. Kálmán András, a negyedik helyezett fia 2014-ben lett Mezőkovácsháza egyetlen fideszes önkormányzati képviselője.

### Kisebbségi önkormányzatok
2006-ban Mezőkovácsházán egyedül a cigány kisebbségnek volt önkormányzata. A cigány önkormányzati választásokon 6 jelölt indult, ebből 5 jutott be. Az önkormányzatban öttagú Lungo Drom-frakció alakult ki, így a Lungo Drom Mezőkovácsházán monopóliumot szerzett.
| Sorszáma | Jelölt neve         | Pártja                        | Kapott érvényes szavazat száma | Kapott érvényes szavazat % |           |
| -------- | ------------------- | ----------------------------- | ------------------------------ | -------------------------- | --------- |
| 1        | Jakab Károly        | Lungo Drom                    | 11                             | 19,64                      | Képviselő |
| 2        | Ferkovics Mónika    | Lungo Drom                    | 10                             | 17,86                      | Képviselő |
| 3        | Ajtai Ferenc József | Magyarországi Cigányok Fóruma | 5                              | 8,93                       |           |
| 4        | Csurár Róza         | Lungo Drom                    | 9                              | 16,07                      | Képviselő |
| 5        | Csurár József       | Lungo Drom                    | 11                             | 19,64                      | Képviselő |
| 6        | Kovács Márton       | Lungo Drom                    | 10                             | 17,86                      | Képviselő |

## Politikai élet 2010-2014 között

### Áttekintés
Mezőkovácsháza városát – hasonlóan a többi magyar városhoz – a város egyes belügyeiért, az ünnepségek, az oktatás, a városi pénzügyek és a város belső közigazgatása (pl.: a városrészekért) szervezéséért felelős polgármester, valamint az általa elnökölt nyolctagú képviselő-testület vezeti. A 2010-es választások során a 8 képviselő közül 5 független, 3 pedig Fideszes képviselője lett az önkormányzat képviselő-testületének. A polgármesteri tisztséget a szintén független prof. dr. Turcsán Zsolt Attila szerezte. Polgármester-jelöltet indított a Fidesz és a Jobbik helyi szervezete, valamint volt két független jelölt is. A városi önkormányzati képviselői címért 36-an indultak, ebből 24 független, 8 Fideszes és 4 Jobbikos. A választásokon való részvételre 5 265 személy volt jogosult, ebből 2 332 fő (a részvételre jogosult személyek 44,29%-a) vett részt. 47 érvénytelen szavazólapot adtak le (2,02%). A legtöbb (1212) szavazatot, mint képviselő-jelölt, Varga Gusztáv kapta, aki ezután alpolgármester lett, de 2013-ban lemondott mandátumáról, ezt követően tankerületi igazgató lett.
2014-ben prof. dr. Turcsán Zsolt polgármester lemondott tisztségéről, utódja Csepreghy Elemér alpolgármester lett, megbízotti minőségében. A 2014. október 12-i önkormányzati választásokon több független polgármesterjelölt indult – név szerint Csepreghy Elemér József hivatalban lévő ügyvezető alpolgármester, Kokavecz Julianna, Sütőné Kiss Rozália, Kiss Tibor és Bakos István Géza, a kisebbségben lévő FIDESZ-frakció pedig Varga Gusztáv tankerületi igazgatót és volt alpolgármestert indította a polgármesteri címért, aki a városházára 1998-ban került be, mint képviselő és azóta is képviselő volt folyamatosan, egészen 2014-ig, amikor polgármester lett. A Fidesz-KDNP 9, a Jobbik 3 jelöltet indított Mezőkovácsházán, emellett 33 jelölt volt független. Az összesen 45 jelölt  Magyarországon is rekordnak számít, az egy főre jutó legtöbb képviselő-jelöltek száma volt Mezőkovácsházán a legmagasabb.

### A 2010-es polgármester-választás Mezőkovácsházán[9]
| Jelölt neve              | Jelölő párt(ok)/szervezet(ek) | Kapott érvényes szavazat száma | Kapott érvényes szavazat aránya (%) |
| ------------------------ | ----------------------------- | ------------------------------ | ----------------------------------- |
| Bakos István Géza        | Fidesz                        | 974                            | 42,33                               |
| Pasek Mihály Lajos       | Független                     | 82                             | 3,56                                |
| Schultz Gábor            | Jobbik                        | 137                            | 5,95                                |
| Dr. Turcsán Zsolt Attila | Független                     | 1 108                          | 48,15                               |

A választásokat dr. Turcsán Zsolt nyerte meg a szavazatok 48,15 százalékával. Turcsán a második helyezett Bakos Istvánt 134 szavazattal, 5,82 százalékkal győzte le.

### A Képviselő-testület összetétele 2010-2014 között
| Képviselő neve                        | Pártja      |
| ------------------------------------- | ----------- |
| dr. Turcsán Zsolt Attila polgármester | Független   |
| Janiga György János                   | Fidesz–KDNP |
| Csepreghy Elemér József               | Független   |
| Kerekes Gábor Kornél                  | Fidesz–KDNP |
| Varga Gusztáv                         | Fidesz–KDNP |
| Kokavecz Julianna                     | Független   |
| Sütő Lajos                            | Független   |
| Szénási István                        | Független   |
| Szekeres Lajos                        | Független   |

### AMezőkovácsházi Román Kisebbségi Önkormányzat

#### A kisebbségi önkormányzat összetétele
| Képviselő neve                | Jelölő párt(ok) |
| ----------------------------- | --------------- |
| Vitális Gábor elnök           | MROÉE           |
| Nicorut Lucian elnökhelyettes | MROÉE           |
| Mellárné Gábor Enikő          | MROÉE           |
| Lavko Klára                   | MROÉE           |

#### A kisebbségi önkormányzati választás jelöltjei
| Sorszáma | Jelölt neve                | Párt  | Kapott (érvényes) szavazat |           |
| -------- | -------------------------- | ----- | -------------------------- | --------- |
| 1        | Tóthné Iszlai Csilla Tünde | MRKSZ | 11                         |           |
| 2        | Mellárné Gábor Enikő       | MROÉE | 29                         | Képviselő |
| 3        | Vitális Gábor              | MROÉE | 29                         | Képviselő |
| 4        | Dumitriu Catalin           | MRKSZ | 14                         |           |
| 5        | Kiss Angelika              | MRKSZ | 13                         |           |
| 6        | Nicorut Lucian             | MROÉE | 32                         | Képviselő |
| 7        | Balogh Györgyné            | MRKSZ | 9                          |           |
| 8        | Lavko Klára                | MROÉE | 28                         | Képviselő |

### AMezőkovácsházi Cigány Kisebbségi Önkormányzat
2010-ben Mezőkovácsházán nem alakult meg a cigány kisebbségi önkormányzat. 2014-ben azonban ismét megalakult a cigány kisebbségi önkormányzat Mezőkovácsházán

## 2014-2019

### Az Európai Parlamenti választások eredménye[14]
| Sorszám | A listát állító párt(ok) neve | Kapott érvényes szavazat | %     |
| ------- | ----------------------------- | ------------------------ | ----- |
| 1       | MSZP                          | 121                      | 9.75  |
| 2       | SMS                           | 9                        | 0.73  |
| 3       | FIDESZ-KDNP                   | 667                      | 53.75 |
| 4       | A HAZA NEM ELADÓ              | 9                        | 0.73  |
| 5       | JOBBIK                        | 237                      | 19.1  |
| 6       | LMP                           | 34                       | 2.74  |
| 7       | EGYÜTT-PM                     | 39                       | 3.14  |
| 8       | DK                            | 125                      | 10.07 |

A városban az EP-választásokon 1 248 fő vett részt a választásokon (az összes választásra jogosult 5 144 főnek a 24,26 százaléka). Ennek többsége, majdnem 54 százaléka a Fidesz – Magyar Polgári Szövetség-Kereszténydemokrata Néppárt koalícióra szavazott. A második helyen a Jobbik, a harmadik helyen a Demokratikus Koalíció végzett.

### A 2014-es önkormányzati választások eredményei
- A polgármester-választás eredménye

| Polgármester-jelölt     | Párt             | Kapott szavazat | Elért eredmény (%) |
| ----------------------- | ---------------- | --------------- | ------------------ |
| Bakos István Géza       | Független        | 762             | 32,17              |
| Kiss Tibor              | Független        | 183             | 7,72               |
| Kokavecz Julianna       | független        | 66              | 2,79               |
| Varga Gusztáv           | Fidesz–KDNP      | 782             | 33,01              |
| Sütőné Kiss Rozália     | független jelölt | 43              | 1,82               |
| Csepreghy Elemér József | független        | 533             | 22,5               |

A választásokon a fideszes Varga Gusztáv nyert, alig 20 szavazattal győzte le ellenfelét, Bakos Istvánt, aki a választások után megkérdőjelezte a választási eredményt és megtámadt azt a városi jegyzőnél. A Békés Megyei Választási Bizottság azonban elutasította Bakos kérelmét, így Varga Gusztáv és mind a nyolc képviselője letette az esküjét november 3-án, ünnepélyes keretek között.

#### A megválasztott képviselők[23]megoszlása jelölő szervezetek szerint[24]
|  | Fidesz-KDNP          | 2 |  |  |  |  |  |  |  |
|  | független képviselők | 7 |  |  |  |  |  |  |  |

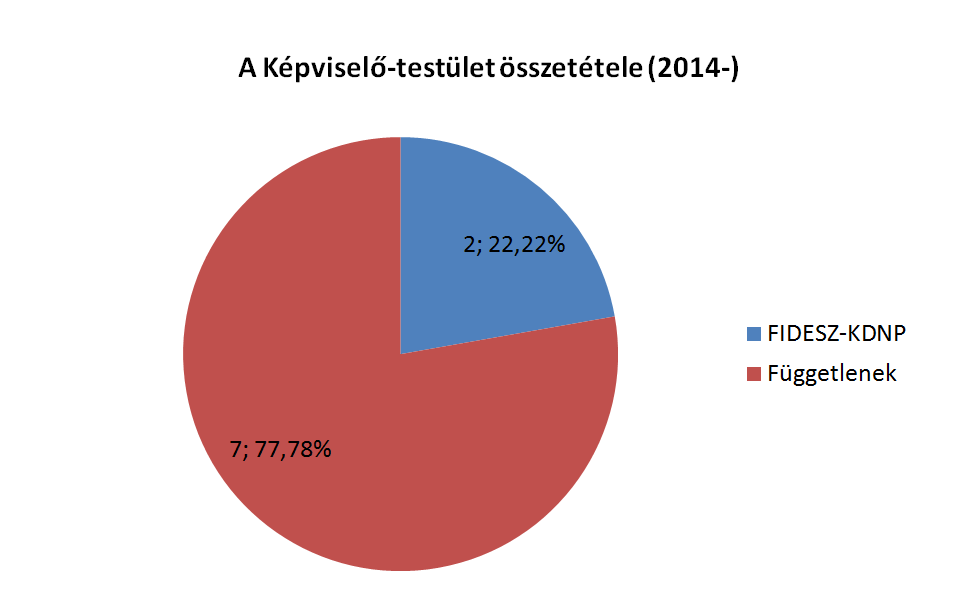
Mezőkovácsháza város tanácsának összetétele 2014-

A 2014-es önkormányzati választások után a polgármester Varga Gusztáv (Fidesz–KDNP) lett, míg 1 FIDESZ-KDNP-s és 7 független képviselő jutott be a helyi parlamentbe. A 2014-es mezőkovácsházi önkormányzati választásokon 45 jelölt indult, ami egész  Magyarországon rekordnak számít. 6 200 fős népességgel számítva 138 emberre jutott egy képviselő-jelölt. A polgármester-jelöltek száma 6 volt. A képviselő-jelöltek eredményeit lásd: 
A képviselő-testület jelenlegi összetétele (zárójelben a pártja jelölve, ha független, akkor nincs külön jelölve):
- Varga Gusztáv, polgármester (FIDESZ-KDNP)
- Csepreghy Elemér, alpolgármester
- Szénási István, alpolgármester
- Zábrák Istvánné, képviselő
- Kálmán András, képviselő (FIDESZ-KDNP)
- Szűcs Judit, képviselő
- Papp Zoltán, képviselő
- Sütő Lajos, képviselő
- Dr. Fritz Izabella, képviselő

#### Bizottságok Mezőkovácsházán
Mezőkovácsházán a FIDESZ-KDNP a képviselő-testületben és a Kulturális és Szociális Bizottságban is kisebbségben van. Az Ügyrendi és Pénzügyi Bizottságba pedig be sem jutott. A Kulturális és Szociális Bizottságban Havancsák Piroska az egyetlen fideszes bizottsági tag, ő egyben a Mezőkovácsházi Csanád Vezér Általános Iskola és Alapfokú Művészeti Iskola vezetője is (2015-), előtte pedig a Békés Megyei Hunyadi János Közoktatási Intézmény igazgató-helyettese volt, mint kollégiumi intézményegység-vezető (2014-2015). A várakozással ellentétben, egyetlen jobbikos képviselő-jelöltet sem kértek fel egyik bizottságba sem. Ez általános közfelháborodást okozott Mezőkovácsházán, de végül nem okozott nagyobb gondot a városban.
- Ügyrendi és Pénzügyi bizottság

Elnök: Papp Zoltán (független)
Tagjai: Sütő Lajos (független), Szűcs Judit (független), Nagyné Csiffáry Anna Mária (független), Liptákné Rigó Andrea (független)
- Kulturális és Szociális Bizottság:

Elnök: Dr. Fritz Izabella (független)
Tagjai: Zábrák Istvánné (független), Szűcs Judit (független), Havancsák Piroska (FIDESZ-KDNP), Mucsi Tiborné (független)
- Városfejlesztési bizottság :

Elnök: Sütő Lajos (független)
Tagjai: ifj. Kálmán András (FIDESZ-KDNP), Zábrák Istvánné (független), Hajdú Dezső (FIDESZ-KDNP), Mazurák Zoltán (FIDESZ-KDNP)

### Mezőkovácsházi Cigány Kisebbségi Önkormányzat[13][30]
| Sorszám | Jelölt neve        | Jelölő szervezet(ek) | Kapott érvényes szavazat | Képviselő? |
| ------- | ------------------ | -------------------- | ------------------------ | ---------- |
| 1       | Kelenczés Margit   | MCF                  | 14                       |            |
| 2       | Csurár Dániel      | LUNGO DROM           | 3                        |            |
| 3       | Tinti Sándor       | MCF                  | 34                       | Képviselő  |
| 4       | Kanalas Alexandra  | LUNGO DROM           | 2                        |            |
| 5       | Kovács Márton      | LUNGO DROM           | 3                        |            |
| 6       | Tinti Sándorné     | MCF                  | 26                       | Képviselő  |
| 7       | Kolompár Mónika    | MCF                  | 27                       | Képviselő  |
| 8       | Kovács József Márk | LUNGO DROM           | 1                        |            |

### Mezőkovácsházi Román Kisebbségi Önkormányzat[30]
| Sorszám | Jelölt neve               | Jelölő szervezet(ek) | Kapott (érvényes) szavazat | Képviselő? |
| ------- | ------------------------- | -------------------- | -------------------------- | ---------- |
| 1       | Balogh István             | ÖMRE                 | 29                         | Képviselő  |
| 2       | Visegrádiné Popp Marianna | MROÉE                | 1                          |            |
| 3       | Zsadonné Kovács Andrea    | ÖMRE                 | 20                         | Képviselő  |
| 4       | Vitális Gándor Sándor     | ÖMRE                 | 28                         | Képviselő  |
| 5       | Visegrádi István          | MROÉE                | 0                          |            |
| 6       | Háló Gizella              | ÖMRE                 | 4                          |            |
| 7       | Korpa Pálné               | MROÉE                | 0                          |            |
| 8       | Mezei Ferencné            | ÖMRE                 | 5                          |            |

### Mezőkovácsháza gyermek- és ifjúsági önkormányzata
2015 őszén alakul meg Mezőkovácsháza gyermek- és ifjúsági önkormányzata, mely mint össziskolai diákönkormányzat fog működni. A képviselő-testületében minden 100 fő után 1 képviselővel fog rendelkezni a város összes oktatási intézménye. A képviselőket iskolai szinten választják. A helyi általános iskola 4, a helyi középiskola 3 képviselőt fog delegálni, valamint a városi Négy Évszak Óvoda és Bölcsőde szülői munkaközössége is delegál képviselőket.

## Városvezetők
Polgármesterek 1990 óta:
| Választási ciklus | Polgármester neve                             | Párt                   | Kapott szavazatok száma              | Kapott szavazatok aránya (%)         |
| ----------------- | --------------------------------------------- | ---------------------- | ------------------------------------ | ------------------------------------ |
| 1990-1994         | N/A                                           | N/A                    | N/A                                  | N/A                                  |
| 1994-1995         | Szűcs Károly                                  | MSZP                   | 1146                                 | 49,87                                |
| 1995-1998         | Bakos István (politikus)                      | Független Kisgazdapárt | N/A                                  | N/A                                  |
| 1998-2002         | Szekeres Lajos                                | MSZP                   | N/A                                  | N/A                                  |
| 2002-2006         | dr. Szarvas Attila                            | Független              | 1249                                 | 44,99                                |
| 2006-2010         | Bakos István                                  | Független              | 1285                                 | 49,81                                |
| 2010-2014         | Prof. dr. Turcsán Zsolt Attila                | Független              | 1108                                 | 48,15                                |
| 2014              | Csepreghy Elemér és Sütő Lajos (ideiglenesen) | Független              | Nem választás útján választották meg | Nem választás útján választották meg |
| 2014-2019         | Varga Gusztáv                                 | Fidesz–KDNP            | 782                                  | 33,01                                |
| 2019-től          | Csepreghy Elemér József                       | független              | 1044                                 | 53,76                                |

## Mezőkovácsháza közigazgatása
Mezőkovácsháza új közigazgatási felosztási rendszere 2016 elejére fog elkészülni, amely során hivatalos városrészeket fognak létrehozni, külön részönkormányzatokkal.

### Mezőkovácsháza-Reformátuskovácsháza
A gyakorlatban a városrészt az egyik alpolgármester vezeti. A városrész korábban önálló község volt, de egyes településen belüli előjogait (saját közoktatási intézmények) máig megtarthatta, bár a reformátuskovácsházi általános iskola ma már bezárt. A városi önkormányzat 2014. november 3-i alakuló ülésekor előterjesztették a reformátuskovácsházi önkormányzat létrehozásáról szóló javaslatot.

## Képviselet
Mezőkovácsháza képviselője az Országgyűlésben: Simonka György (Fidesz–KDNP)
A város teljes egészében az orosházi székhelyű Békés vármegyei 4. sz. országgyűlési egyéni választókerülethez tartozik. 1990-2010 között választókerület-székhely volt, a Békés megyei 7. sz. országgyűlési egyéni választókerület központjaként. Ekkor azonban a 2011. évi CCIII. törvény értelmében az orosházi székhelyű, az Orosházi járást felölelő 6-os és a mezőkovácsházi székhelyű, a Mezőkovácsházi járást felölelő 7-es számú OE választókerületeket egyesítették, új nevük Békés megyei 4. sz. OEVK lett. Jelenleg Mezőkovácsháza adja a választókerület szavazatainak kb. 7 százalékát, így a város lakói politikai irányultságának megváltozása megváltoztathatja az egész választókerület politikai állásfoglalását is, hiszen 7 százalékkal akár az egyébként több településen legalább 51 százalék által támogatott jelölt támogatottságát akár több százalékkal is lejjebb lehet húzni, ezzel együtt más jelölteket erősíteni lehet, hiszen hogyha a város elfordul az egyik jelölttől, akkor másik jelöltet választ helyette, így a másik jelöltnek több szavazata lesz. Mezőkovácsháza 2010 óta erős jobboldali, demokrata, tehát Fidesz-es körzet, míg a város agglomerációjában a radikális pártok is erősebbek (ld. Magyarbánhegyes, ahol 1 MSZP-s, 1 Jobbikos és 5 független képviselő van, de nincs egy FIDESZ-es sem).